# جون فوستر دالاس
جون فوستر دالاس (بالإنجليزية: John Foster Dulles)‏ (ولد في 25 فبراير 1888 وتوفي في 24 مايو 1959) هو سياسي أمريكي كان وزير الخارجية في عهد الرئيس دوايت أيزنهاور 1953 حتى 1959. كان دالاس شخصية هامة في أوائل الحرب الباردة، واتخذ موقفا عدائيا ضد الشيوعية في جميع أنحاء العالم.
ولد دالاس في واشنطن العاصمة، وانضم إلى مكتب سوليفان وكرومويل للمحاماة في مدينة نيويورك بعد تخرجه من كلية الحقوق بجامعة جورج واشنطن. وشغل جده، جون دبليو فوستر، وخاله روبرت لانسينغ، منصب وزير خارجية الولايات المتحدة، في حين شغل شقيقه ألين ويلش دالاس منصب مدير المخابرات المركزية من عام 1953 إلى 1961. عمل جون فوستر دالاس في مجلس الصناعات الحربية خلال الحرب العالمية الأولى، وكان مستشارا قانونيا للولايات المتحدة في مؤتمر باريس للسلام 1919. وأصبح عضوا في رابطة الأمم الحرة التي دعمت العضوية الأمريكية في عصبة الأمم. ساعدت دالاس أيضا في وضع خطة دوز التي سعت إلى تحقيق الاستقرار في أوروبا عن طريق الحد من تعويضات الحرب الألمانية.
عمل دالاس كمستشار رئيس للسياسة الخارجية لحاكم نيويورك توماس ادموند ديوي والمرشح الجمهوري للرئاسة في عامي 1944 و 1948. كما ساعد في صياغة ديباجة ميثاق الأمم المتحدة وعمل كمندوب لدى الجمعية العامة للأمم المتحدة. في عام 1949، ثم عينه ديوي لملء المقعد الشاغر في مجلس الشيوخ بعد استقالة السيناتور روبرت فيرديناند واغنر. بقي هناك لأربعة أشهر لكنه ترك منصبه بعد هزيمته في انتخابات خاصة على يد هربرت ليمان.
فاز دوايت آيزنهاور في انتخابات الرئاسة عام 1952، واختار دالاس ليكون وزير الخارجية. سعى دالاس في منصبه لبناء وتعزيز تحالفات الحرب الباردة، وأبرزها منظمة حلف شمال الأطلسي (ناتو). وكان المهندس الرئيسي لمنظمة معاهدة جنوب شرق آسيا، وهو تحالف دفاعي مناهض للشيوعية بين الولايات المتحدة وعدة دول في جنوب شرق آسيا وقربها. كما ساعد في التحريض على الانقلاب الإيراني عام 1953 والانقلاب الغواتيمالي عام 1954. وكان يحبذ تنفيذ إستراتيجية انتقامية واسعة النطاق ردّا على المد السوفياتي. ودعا إلى دعم الفرنسيين في حربهم ضد فييت مين في الهند الصينية ولكنه رفض اتفاقيات جنيف التي وافق عليها الفرنسيون والشيوعيون، وبدلاً من ذلك دعم فيتنام الجنوبية بعد مؤتمر جنيف عام 1954. عانى دالاس من سرطان القولون، واستقال من منصبه في عام 1959 وتوفي في وقت لاحق من ذلك العام.

## روابط خارجية
- جون فوستر دالاس على موقع IMDb (الإنجليزية)
- جون فوستر دالاس على موقع الموسوعة البريطانية (الإنجليزية)
- جون فوستر دالاس على موقع مونزينجر (الألمانية)
- جون فوستر دالاس على موقع ميوزك برينز (الإنجليزية)
- جون فوستر دالاس على موقع إن إن دي بي (الإنجليزية)
- جون فوستر دالاس على موقع ديسكوغز (الإنجليزية)
- جون فوستر دالاس على موقع كينوبويسك (الروسية)